# Bévercé
Bévercé (en wallon Bévurcé, en allemand Wywertz) est une section de la ville belge de Malmedy, située en Région wallonne dans la province de Liège. C'était une commune à part entière avant la fusion des communes de 1977.

## Géographie

### Localités
| - Arimont. - Baugnez. - Bernister. - Boussire. - Burnenville. - Chôdes. - Floriheid. - G'doumont. | - Gohimont. - Hédomont. - Longfaye. - Meiz. - Mont. - Préaiz. - Winbomont. - Xhoffraix. |

### Situation
Bévercé fait partie de la Wallonie malmédienne. C'est à Bévercé que le ruisseau du Trôs Marets se jette dans la Warche.

## Évolution démographique
- Sources : INS, Rem. : 1930 jusqu'en 1970 = recensements, 1976 = nombre d'habitants au 31 décembre.

## Histoire
En 1940 le village, comme les autres villages wallons de cette région, fut rattaché au Troisième Reich et les jeunes hommes furent engagés de force dans la Wehrmacht.

## Économie

### Activités
En hiver, on pratique le ski alpin et la luge à la Ferme Libert, ferme construite en 1736 et restaurée en hôtel-restaurant.

## Personnalités liées à Bévercé
- Hermann Huppen, né en 1938 à Bévercé, dessinateur de bandes dessinées.
- Bruno Albert, né en 1941 à Bévercé, architecte.